# Liste des évêques de Skara

Armoiries de l'évêque de Skara.

L'évêque de Skara est un prélat de l'Église de Suède. Il est à la tête du diocèse de Skara et siège à la cathédrale de Skara .

## Liste des évêques de Skara

### Jusqu'à la Réforme
- 1014-1030 : Thurgot
- 1030-1050 : Sigfrid
- 105?-105? : Osmund
- 1060-1064 : Adalvard l'Ancien
- 1066-1068 : Adalvard le Jeune
- 1081-10?? : Rodulvard
- 10??-10?? : Rikulf
- 10??-11?? : Hervard
- 11??-1130? : Styrbjörn
- 1130?-1150? : Ödgrim
- 1150?-1190? : Bengt le Bon
- 1190?-1200? : Järpulf
- 1201-1205 : Jon Hyrne
- 1206-1216 : Bernhard
- 1219-1228 : Bengt le Jeune
- 1228?-1238? : Stenar
- 1240/1241-1257 : Lars Ier
- 1258-1262 : Valdemar
- 1262-1263 : Ragvald
- 1263-1267 : Ulf
- 1267-1278 : Éric Ier
- 1267-1317 : Brynolf Algotsson
- 1317-1321 : Bengt Johansson
- 1321-1322 : Éric II
- 1322-1326 : Peder Larsson
- 1337-1340 : Gunnar Tynnesson
- 1340-1352 : Sigge Jonsson
- 1352 : Sigfrid Rotgeri
- 1354-1356 : Lars II
- 1356-1386 : Nils
- 1387-1391 : Rudolf av Mecklenburg
- 1391-1404 : Torsten
- 1424-1435 : Brynolf Karlsson
- 1436-1449 : Sven Grotte
- 1449-1452 : Bengt Gustafsson (Tre Rosor)
- 1457-1460 : Bengt Gustafsson (Tre Rosor)
- 1465-1478 : Hans Markvardsson
- 1478-1505 : Brynolf Gerlaksson
- 1505-1520 : Vincent Henningsson
- 1520-1521 : Didrik Slagheck
- 1522-1529 : Magnus Haraldsson

### Depuis la Réforme
- 1530-1544 : Sveno Jacobi
- 1544-1545 : Erik Svensson Hjort
- 1547-1558 : Erik Falk
- 1558-1560 : Erik Pedersson Hwass
- 1561-1570 : Erik Nicolai Swart
- 1569-1595 : Jacob Johannis
- 1593 : Henrik Gadolenus
- 1595-1608 : Petrus Kenicius
- 1608-1609 : Laurentius Paulinus Gothus
- 1612-1616 : Paulus Pauli
- 1618-1639 : Sveno Svenonis
- 1640-1651 : Jonas Magni
- 1651-1654 : Olof Fristadius
- 1655-1673 : Johannes Kempe
- 1673-1677 : Johan Baazius le Jeune
- 1677-1684 : Andreas Omenius
- 1685-1691 : Haquin Spegel
- 1692-1701 : Petrus Johannis Rudbeckius
- 1702-1735 : Jesper Swedberg
- 1736-1743 : Petrus Schyllberg
- 1744-1752 : Daniel Juslenius
- 1753-1767 : Engelbert Halenius
- 1767-1788 : Anders Forssenius
- 1789-1828 : Thure Weidman
- 1829-1837 : Sven Lundblad
- 1837-1875 : Johan Albert Butsch
- 1875-1894 : Anders Fredrik Beckman
- 1895-1905 : Ernst Jakob Keijser
- 1905-1935 : Hjalmar Danell
- 1935-1950 : Gustaf Ljunggren
- 1951-1955 : Yngve Rudberg
- 1955-1969 : Sven Danell
- 1969-1985 : Helge Brattgård
- 1985-1989 : Karl-Gunnar Grape
- 1989-2004 : Lars-Göran Lönnermark
- 2004-2012 : Erik Aurelius
- depuis 2012 : Åke Bonnier